# Castello di Villincino
Il Castello di Villincino era un castello medievale situato nel centro di Erba, in Provincia di Como.

## Storia e descrizione
La fortificazione, un cosiddetto "castello di borgo", nel X secolo costituì un castellum militare a difesa del territorio contro le scorribande degli Ungari, e in età comunale avrebbe costituito una base logistica sia durante le dispute tra Como e Milano sia durante la battaglia di Carcano.
Il castello apparteneva originariamente alla famiglia Carpani, la cui ultima discendente visse in una casa posta nelle vicinanze e che, ancor'oggi, viene detta "Stallazzo". Il porticato ad archi a sesto acuto vicino allo Stallazzo risale alla fine del XIV secolo.
Abbandonato in seguito alla battaglia di Desio, nel XVI secolo il castello divenne sede di religiosi, per poi finire, in un'asta del 1810, a un esponente della famiglia Casati.
Del castello del XIII-XIV sopravvivono oggi solo alcuni resti, tra cui l'antico portale a volta chiusa, sormontato da una bifora con colonnetta in marmo di Candoglia. Ben conservata è anche la cosiddetta Pusterla, ossia una torre realizzata in pietra a vista, dotata di piccole finestre a sesto acuto, di un portale in granito e di una loggia rustica. Nei pressi della Pusterla è inoltre visibile quella che un tempo costituiva la casa del gabelliere.
Presso la Pusterla è stata ritrovata una forchetta databile all'Alto Medioevo, reperto conservato presso il Museo Civico di Erba.